# Đội tuyển Davis Cup Libya
Đội tuyển Davis Cup Libya đại diện Libya ở giải đấu quần vợt Davis Cup và được quản lý bởi Liên đoàn quần vợt và squash Ả Rập Libya.
Libya hiện tại thi đấu ở Nhóm IV khu vực Âu/Phi. Họ thua tất cả chín trận Davis Cup cho đến hiện tại.

## Lịch sử
Libya tham gia kì Davis Cup đầu tiên vào năm 1986. Đội tham gia tiếp vào năm 2001 trước khi nghỉ 13 năm đến Davis Cup 2015 thì họ về đích cuối cùng. Đội được tham gia giải đấu năm 2008, nhưng sau đó rút lui.